# Schizopteridae
De Schizopteridae zijn een familie van wantsen in de infraorde Dipsocoromorpha. De familie werd voor het eerst wetenschappelijk beschreven door Odo Reuter in 1891.

## Uiterlijk
De Schizopteridae zijn zeer kleine wantsen die niet groter dan 2 millimeter lang worden. Ze hebben meestal een compact, soms plat en eivormig lichaam, dat vaak donker gekleurd is, vaak bijna volledig zwart. Vooral bij de vrouwtjes lijken hun voorvleugels sterk op die van kevers. In tegenstelling tot de meeste andere vertegenwoordigers van de Dipsocoromorpha missen ze de opvallende langere lichaamsbeharing. Ze hebben samengestelde ogen. Bij veel soorten zijn de achterpoten ontwikkeld tot springpoten. Ze worden in het Engels daarom ookwel "jumping soilbugs" genoemd.

## Voorkomen
Schizopteridae komen voornamelijk voor in tropische gebieden, maar er zijn ook soorten op het Australische continent. In de Nieuwe Wereld strekt de verspreiding van schizopteridae-soorten zich uit van de zuidelijke staten van de Verenigde Staten tot noordelijk Argentinië.

## Levenswijze
De meeste soorten zijn waarschijnlijk nauw verbonden met vochtige leefgebieden zoals regenwouden, andere vochtige bossen, tropische palmoerwouden en hoogveengebieden,
waar ze leven in bodembedekking, mos, graspolletjes van zeggen en biezen en tussen grassen en varens. In tegenstelling tot andere vertegenwoordigers van Dipsocoromorpha
rennen Schizopteridae niet wanneer ze worden gestoord, maar springen en vliegen ze weg. Er is weinig bekend over het gedrag van Schizopteridae. Er wordt aangenomen dat alle
soorten jagers zijn en zich voeden met kleine ongewervelden. De dieren worden regelmatig gevonden bij lichtbronnen op grote afstand van hun normale leefgebied.

## Taxonomie
De Schizopteridae zijn een familie die al lang bestaat. De oudst bekende vondst dateert uit Libanees barnsteen.
De daar gevonden soort komt qua lichaamsvorm nog grotendeels overeen met de recente soorten. De familie gaat daarmee minstens terug tot aan het Krijt.
De familie is momenteel onderverdeeld in een aantal onderfamilies:
- Onderfamilie: Hypselosomatinae Esaki & Miyamoto, 1959
  - Buzinia Perrichot, Nel & Neraudeau, 2007
  - Cryptomannus Hill, 1984
  - Duonota Hill, 1984
  - Glyptocombus Heidemann, 1906
  - Hypselosoma Reuter, 1891
  - Kachinia Chen & Wang, 2018
  - Lativena Hill, 1984
  - Libanohypselosoma Azar & Nel, 2010
  - Macromannus Hill, 1984
  - Ordirete Hill, 1984
  - Pateena Hill, 1980
  - Rectilamina Hill, 1984
  - Tanaia Perrichot, Nel & Neraudeau, 2007
  - Williamsocoris Carpintero & Dellapé, 2006
- Onderfamilie: Ogeriinae Fieber, 1872
  - Kaimon Hill, 2004
  - Ogeria Distant, 1913
- Onderfamilie: Schizopterinae Reuter, 1891
  - Corixidea Reuter, 1891
  - Dundonannus Wygodzinsky, 1950
  - Kokeshia Miyamoto, 1960
  - Nannocoris Reuter, 1891
  - Pachyplagia Gross, 1951
  - Pachyplagioides Gross, 1951
  - Pinochius Carayon, 1949
  - Ptenidophyes Reuter, 1891
  - Schizoptera Fieber, 1860
  - Sculptocoris Ren & Yang, 1991

Een aantal genera is niet onder een van de onderfamilies geplaatst :
- Carinatala Hill, 2015
- Caucanannus Weirauch, Knyshov & Hoey-Chamberlain, 2020
- Cornonannus Luo, Gong & Xie, 2022
- Dextritubus Hill, 2015
- Dictyonannus Gross, 1951
- Hexaphlebia Poinar, 2015
- Hypselosomops Hoey-Chamberlain & Weirauch, 2016
- Hypsohapsis Hoey-Chamberlain & Weirauch, 2016
- Kamakonocoris Weirauch, Knyshov & Hoey-Chamberlain, 2020
- Lumatibialis Poinar, 2015
- Parvodeceptor Hill, 2015
- Perittonannus Weirauch, Knyshov & Hoey-Chamberlain, 2020
- Rimanannus Weirauch, Knyshov & Hoey-Chamberlain, 2020
- Silhouettanus Emsley, 1969
- Voragocoris Weirauch, 2012